# Skribek Alen
Skribek Alen Martin (Budapest, 2001. április 11. –) magyar labdarúgó, csatár. A Zalaegerszegi TE játékosa, kölcsönben a Pakstól.

## Pályafutása

### Klubcsapatokban
Pályafutását az FC Budapestben kezdte majd a Ferencvárosi TC és a Puskás Akadémia csapatainál folytatta, 2017-ben került a felcsúti klub akadémiájára. A 2018–2019-es szezon első felét a Puskás Akadémia harmadosztályban szereplő tartalékcsapatában játszotta végig, ahol 14 találkozón nyolc gólt szerzett. Az idény második felére kölcsönben a másodosztályú Csákvár csapatához került. 2020 januárjában Budafokra került kölcsönbe, amellyel az idény végén feljutott az élvonalba. Kölcsönszerződését ezt követően újabb egy évre meghosszabbították. A magyar élvonalban 2020. augusztus 17-én mutatkozott be egy Budafok–Kisvárda mérkőzésen. A 2020–2021-es idényben 26 élvonalbeli találkozón hatszor volt eredményes és három gólt a kupasorozatban is szerzett. A következő szezonban a Zalaegerszegi TE színeiben szerepel, kölcsönben a PAFC-tól. 2023. január végén három és fél éves szerződést kötött a Paks csapatával. 2025-ben először a Diósgyőri VTK-hoz került kölcsönbe, majd június végétől a Zalaegerszegi TE együtteséhez.

### A válogatottban
Többszörös magyar utánpótlás-válogatott. 2021 márciusában Gera Zoltán szövetségi kapitány nevezte őt a 2021-es U21-es labdarúgó-Európa-bajnokságon szereplő magyar válogatott keretébe. 2021. augusztus 26-án újból meghívót kapott az U21-es válogatott keretébe az őszi Európa-bajnoki selejtezőkre.

## Sikerei, díjai

### Klubcsapatokkal
Puskás Akadémia
- Magyar labdarúgó-bajnokság bronzérmes: 2021–22

 Paks
- Magyar kupagyőztes: 2024[10]
- Magyar labdarúgó-bajnokság ezüstérmes: 2023–24